# 二宮和香
二宮和香（日语：二宮和香，1991年4月19日—），日本AV女優。所屬事務所是ファンスタープロモーション。

## 個人簡歷
2015年9月以SODクリエイト的"副職AV女優"的專屬素人身分出道。本職是小學的音樂老師。
2016年1月成為E-BODY的專屬女優。E-BODY使用「能美千夏（能美ちなつ，のみ ちなつ）」為藝名。
擅長鋼琴和小提琴演奏。
喜歡的漫畫是鏈鋸人，連載期間也頻繁發推文。

## 外部連結
- 二宮和香的X（前Twitter）（2016年10月3日 - ）